# N.F. Schlegel
Niels Frederik (egl. Friderich) Schlegel (9. oktober 1824 i København – 3. marts 1891 sammesteds) var en dansk jurist og politiker, justitiarius og formand for kommunalbestyrelsen på Frederiksberg.
Han var søn af major, stadskonduktør i København Carl Frederik Adolf Schlegel og Ane Dorthea f. Olsen. Han blev student fra det von Westenske Institut 1842, juridisk kandidat 1848 og arbejdede fra 1849 som volontær i Justitsministeriet, hvor han 1852 avancerede til kancellist; samme år tog han den slesvigske juridiske eksamen. 1854 udnævntes han til protokolsekretær i Højesteret, 1860 til assessor i Landsover- samt Hof- og Stadsretten, 1872 efter C.S. Kleins afgang til formand for Sø- og Handelsretten i København og 1880 til justitiarius for Landsover- samt Hof- og Stadsretten. I denne stilling døde han 3. marts 1891. 1884 havde han fået Kommandørkorset af 2. grad, 1888 af 1. grad.
12. maj 1853 ægtede han Regitze Sophie Skeel, datter af kaptajn Christian Skeel og Maren Dorthea f. Jacobsen.
Schlegel var i besiddelse af en ualmindelig arbejdskraft og røgtede med dygtighed og varm interesse ved siden af sin embedsvirksomhed en mængde offentlige hverv. Således var han fra 1870 til sin død formand for Frederiksberg Kommunalbestyrelse, hvor han indlagde sig store fortjenester, fra 1871-86 censor ved de juridiske eksaminer, fra 1873 formand for Dispachørkommissionen og fra 1874 til sin død medlem af Landstinget, hvor han vandt stilling som en af Højrepartiets førere. Endvidere var han bl.a. fra 1869 medlem af administrationen for det Skeelske Fideikommis, fra 1871 som stifter af Foreningen for Alderdomsfriboliger formand for denne, fra 1875 medlem af overbestyrelsen for opdragelsesanstalterne på Flakkebjerg og Landerupgård og af bestyrelsen for Kong Frederik VII's Stiftelse for fattige Fruentimmer af Arbejdsklassen, fra 1879 af bestyrelsen for Kreditkassen for Husejere i Kjøbenhavn og fra 1880 af bestyrelsen for Det kongl. oktroierede almindelige Brandassurancekompagni. Af skrifter udgav han foruden mindre afhandlinger en nyttig samling af højesteretsdomme fra 1818-56, ved hvilke underordnede retters domme i civile sager er stadfæstede in terminis (1861-64), og Skifteretten efter den danske Lovgivning (1868), et arbejde af stor praktisk betydning, indtil emnet i 1872 og 1874 blev undergivet ny lovordning.
På Rigsdagen var Schlegel især optaget af forhandlingerne om forhold vedrørende søfarten, næringsvæsenet og skolevæsenet. Under en forhandling om eftergivelse af fattigunderstøttelse gav han 8. januar 1888 udtryk for sine ønsker om en mere omfattende sociallovgivning. De daværende parlamentariske forhold var dog ikke gunstige for en sådan. 1885 tog han initiativ til love om erstatning for uforskyldt varetægtsfængsel og godtgørelse til vidner, der gennemførtes 1888. Tingets formand Carl Christian Vilhelm Liebe fremhævede ved hans ret pludselige død hans menneskekærlige sind, hans arbejdsvillighed og evne til samarbejde og mindedes ham som "Almenvellets trofaste Tjener".
Et hovedtræk i Schlegels karakter var en energisk optimisme. Det var med lyst blik på livet og menneskene og med den styrke, dette giver, at han lagde al sin evne og flid i de ham betroede offentlige hverv og privat udviste en usædvanlig hjælpsomhed i råd og dåd.
Han er begravet på Frederiksberg Ældre Kirkegård. I 1905 blev Schlegels Allé på Frederiksberg opkaldt efter ham.
Der findes et træsnit 1891 efter fotografi. Desuden fotografier af bl.a. Adolph Lønborg og N.E. Sinding.